# A13 (Letland)
De A13 is een hoofdweg in Letland die de zuidoostelijke steden Daugavpils en Rēzekne verbindt met grenzen met Litouwen en Rusland. In Rusland sluit de weg aan op de A116 naar Pskov (in richting van Sint-Petersburg) en in Litouwen op de A6 naar Kaunas en Vilnius. De E262, tussen Kaunas en Ostrov, loopt over de gehele lengte mee, behalve in de steden Daugavpils en Rēzekne.  
De A13 begint aan de Russische grens bij Grebņeva. Daarna loopt de weg via Rēzekne en Daugavpils naar de grens met Litouwen bij Medumi. De A13 is 163,4 kilometer lang.
A1 · A2 · A3 · A4 · A5 · A6 · A7 · A8 · A9 · A10 · A11 · A12 · A13 · A14 · A15